# Al Polo Nord
Al Polo Nord è un romanzo avventuroso fantascientifico del 1898 di Emilio Salgari.
Descrive un viaggio immaginario in sottomarino alla conquista del polo nord.
Il romanzo fa parte di un filone salgariano di opere (non collegate tra di loro) ispirato al tema delle esplorazioni nei poli, l'Artico e l'Antartico, assieme a I pescatori di balene (1894), Al Polo Australe in velocipede (1895), La Stella Polare e il suo viaggio avventuroso (1901) e Una sfida al Polo (1909) e altri (come Nel paese dei ghiacci, 1896). Il polo nord fu effettivamente raggiunto un decennio dopo e con un sommergibile solo sessant'anni dopo, nel 1958.
Il libro fu originariamente pubblicato dall'editore Donath e illustrato con incisioni di Giuseppe Gamba.
Nella prefazione è lo stesso Salgari a scrivere in prima persona di avere raccontato la storia narratagli da un misterioso visitatore. Il resto della storia è invece narrato in terza persona. Il testo, come consueto nello stile di Salgari, contiene varie digressioni con la descrizione di numerosi dettagli tecnico-scientifici.

## Edizioni
(parziale)
- Emilio Salgari, Al Polo Nord, Genova, Donath, 1898.
- Emilio Salgari, Al Polo Nord, illustrazioni di Giuseppe Gamba, Genova, Donath, 1903.
- Emilio Salgari, Al Polo Nord, introduzione di Caterina Lombardo e appendice storica sulle esplorazioni polari, Fabbri Editori, 2002.
- Emilio Salgari, Al Polo Nord, illustrazioni di Giuseppe Gamba, Terre di Libri, 2014.